# Saint Augustine Beach
Saint Augustine Beach é uma cidade localizada no estado americano da Flórida, no condado de St. Johns. Foi incorporada em 1959.

## Geografia
De acordo com o United States Census Bureau, a cidade tem uma área de 5,6 km², onde 5,5 km² estão cobertos por terra e 0,1 km² por água.

## Demografia
Segundo o censo nacional de 2010, a sua população é de 6 176 habitantes e sua densidade populacional é de 1 124,8 hab/km². É a localidade mais densamente povoada do condado de St. Johns. Possui 4 275 residências, que resulta em uma densidade de 778,6 residências/km².